# Coleophora aegyptiacae
Coleophora aegyptiacae is een vlinder uit de familie kokermotten (Coleophoridae). De wetenschappelijke naam is voor het eerst geldig gepubliceerd in 1907 door Walsingham.
De soort komt voor in Europa.